# Pteraclis carolinus
Pteraclis carolinus är en fiskart som beskrevs av Valenciennes, 1833. Pteraclis carolinus ingår i släktet Pteraclis och familjen havsbraxenfiskar. Inga underarter finns listade i Catalogue of Life.